# Mauzoleum von Magnisów w Ołdrzychowicach Kłodzkich
Mauzoleum von Magnisów w Ołdrzychowicach Kłodzkich – mauzoleum niemieckiego rodu arystokratycznego von Magnisów mających swoje posiadłości w Czechach oraz na ziemi kłodzkiej. Zbudowane w 1889 roku w stylu neoromańskim, w Ołdrzychowicach Kłodzkich.

## Położenie
Mauzoleum położone jest w centrum Ołdrzychowic Kłodzkich. Znajduje się w bezpośrednim sąsiedztwie kościoła św. Jana Chrzciciela. Od przykościelnego cmentarza oddziela je brama oraz stalowe ogrodzenie. 

## Historia
Mauzoleum powstało w 1889 roku z inicjatywy ówczesnego posiadacza Ołdrzychowic Kłodzkich, hrabiego Antona Franza von Magnisa. Miały się w nim znaleźć grobowce wszystkich członków tego niemieckiego rodu arystokratycznego. Jego budowa trwała niespełna rok. Po zakończeniu II wojny światowej obiekt został przejęty przez parafię katolicką, służąc do 1990 roku jako sala katechetyczna.

## Architektura
Mauzoleum jest potężną budowlą wykonaną w stylu neoromańskim. Do wrót mauzoleum prowadzą kamienne schody. Flankują je dwa klęczące potężne anioły. Wrota mauzoleum są kute, niezwykle solidne i ciężkie, potęgując jeszcze wrażenie ogromu i powagi tego miejsca. Drzwi wejściowe są dwuskrzydłowe, przy czym każde ze skrzydeł podzielone jest na trzy czworokątne kwatery obwiedzione plecionkową bordiurą przerwaną plastycznymi liściastymi guzami. Na górnych kwaterach przedstawienia św. Piotra i św. Pawła. W kwaterach środkowych antaby w formie lwich głów. W dolnych czteroliść z krzyżem. Przymyk w formie półkolumienki zdobiony spiralną taśmą i liśćmi. Nad wejściem niemiecki napis Pokój z tobą. Wnętrze obiektu jest utrzymane w bizantyjskiej stylistyce. Pośrodku znajduje się osiem ogromnych kamiennych sarkofagów. Na wprost od wejścia znajduje się eklektyczny ołtarz z figurą Marii z Dzieciątkiem, wykonaną z marmuru  karraryjskiego.

## Galeria

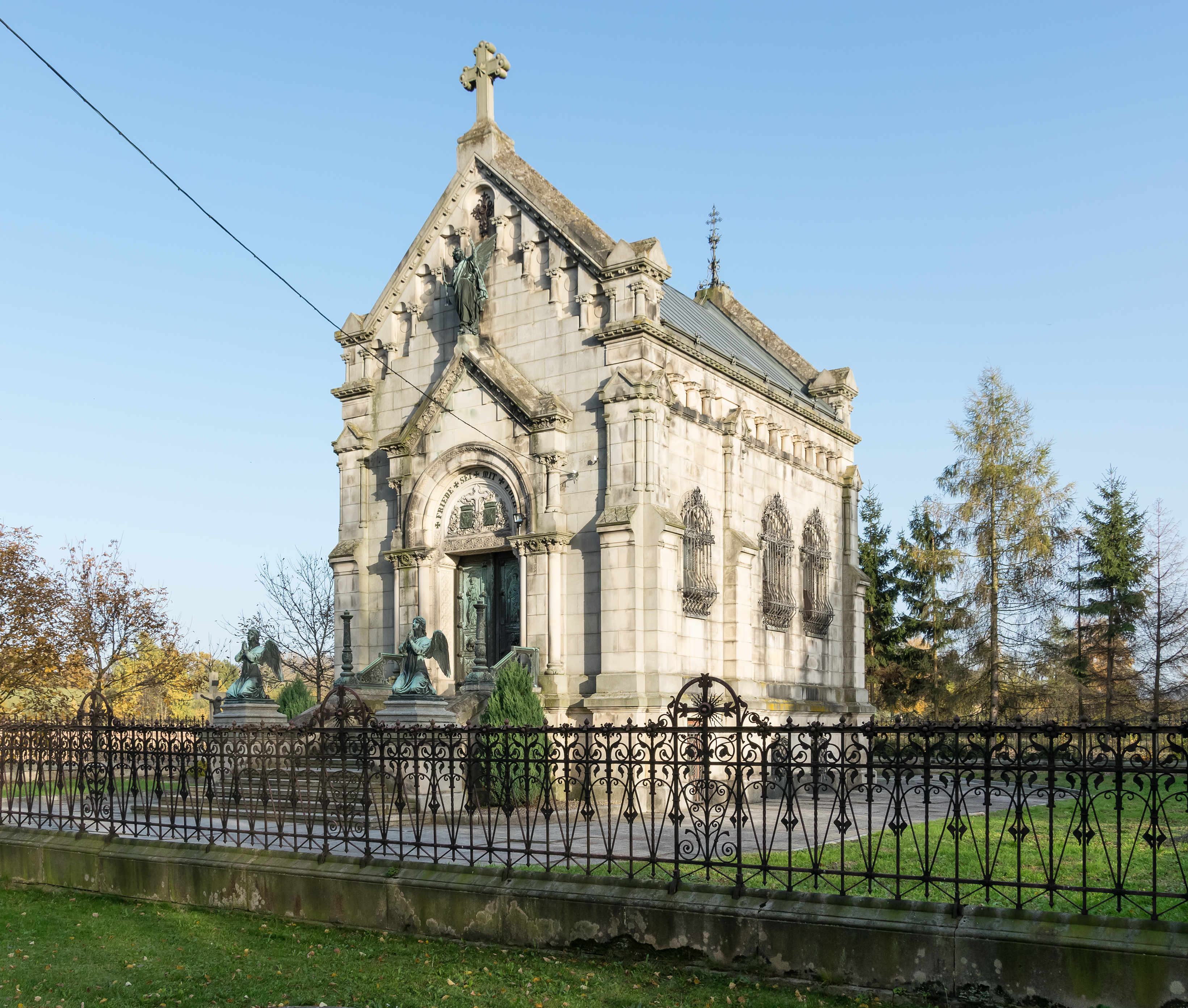
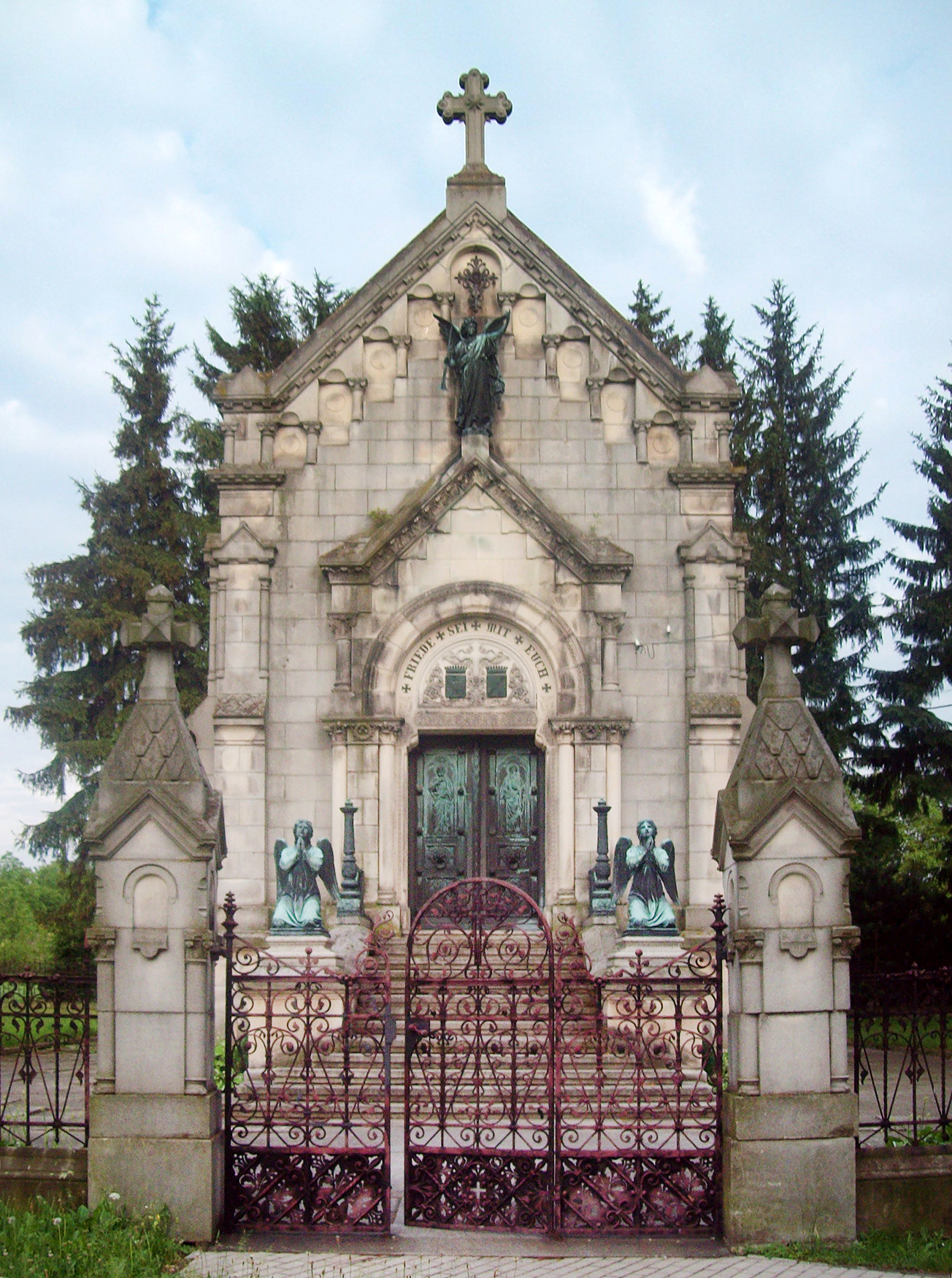
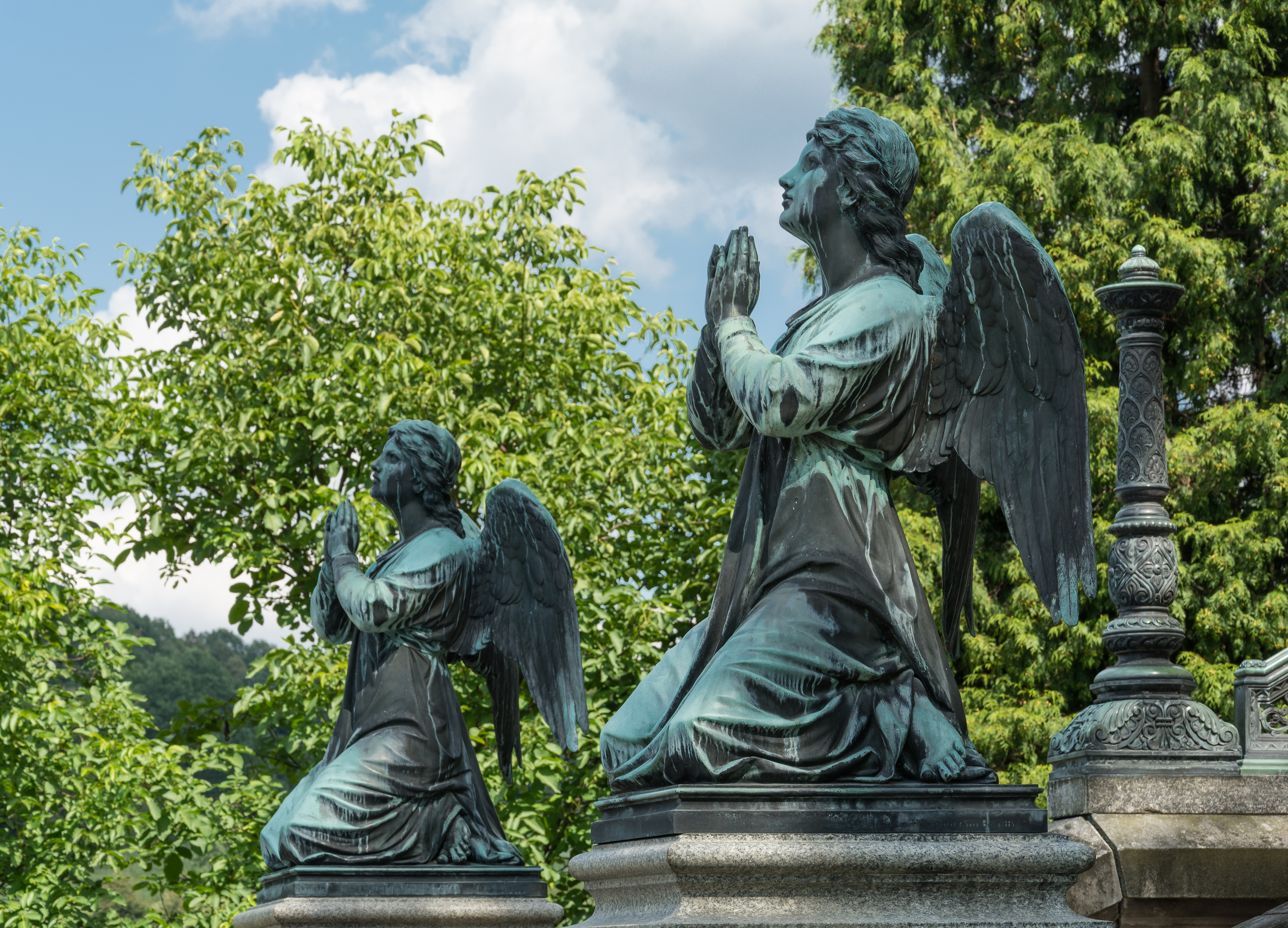
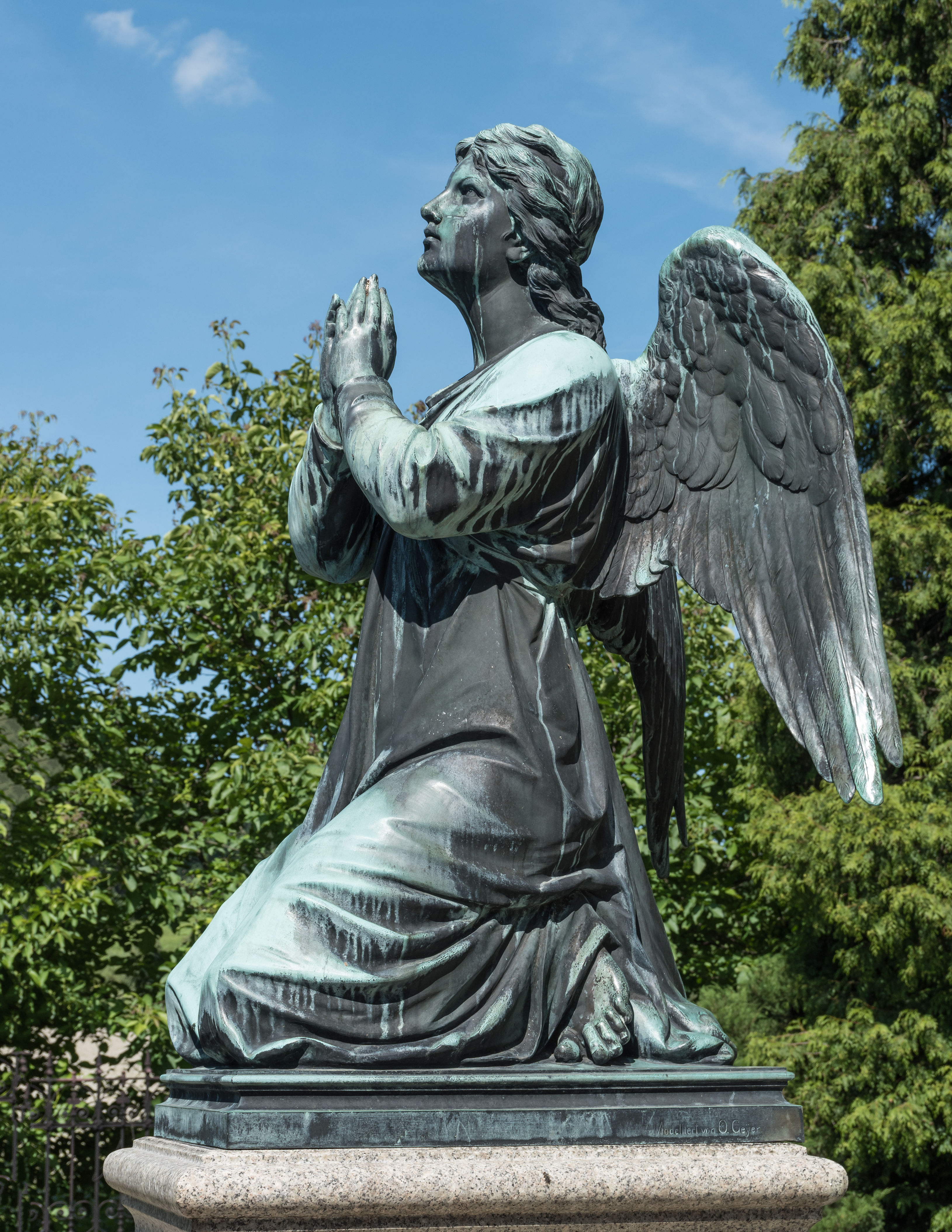